# Стаббс, Томас

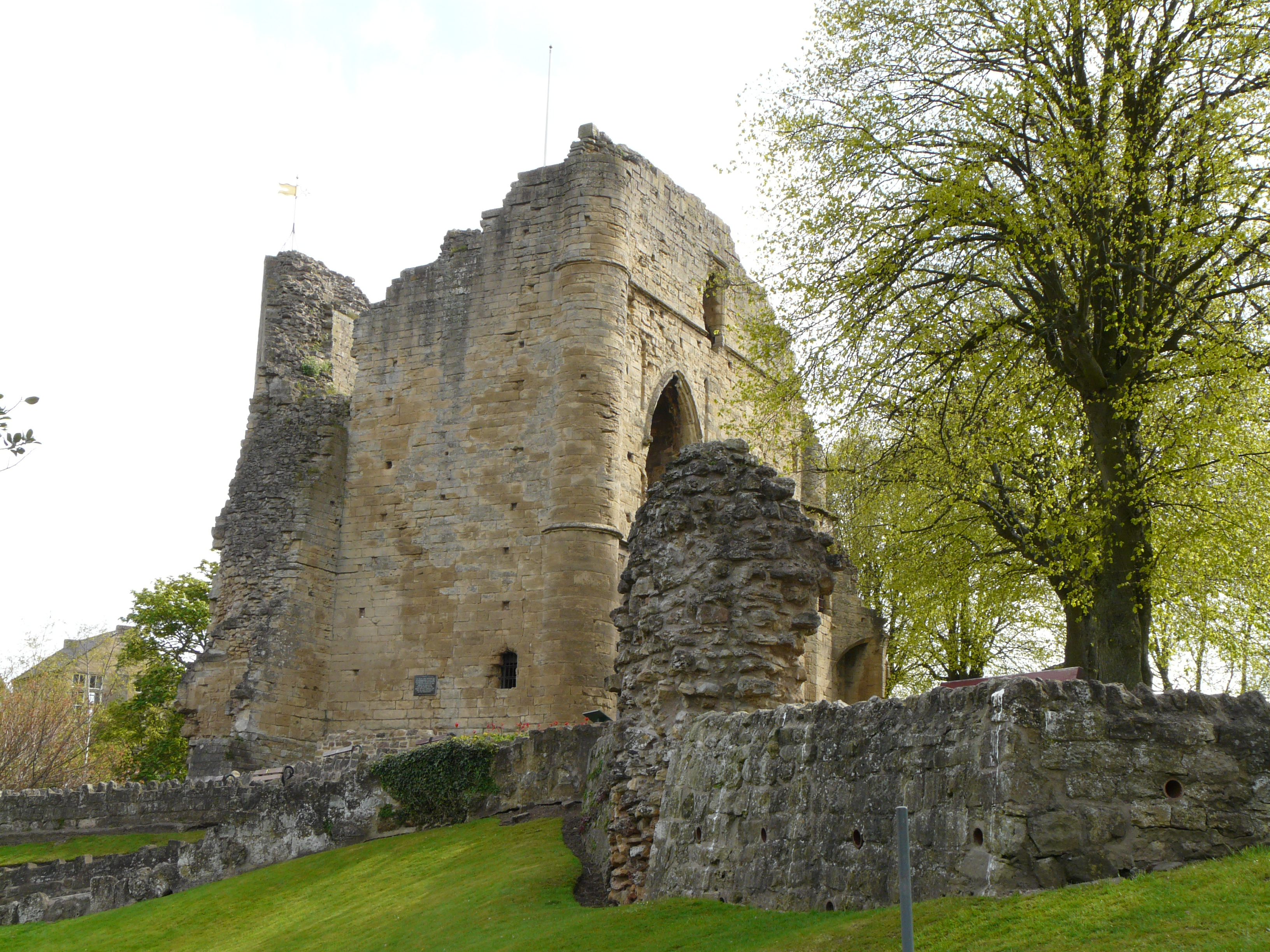
Руины замка Нерсборо в Норт-Йоркшире, XII—XIV вв.

Томас Стаббс, или Томас Йоркский (англ. Thomas Stubbs, лат. Thomas Stobaeus, Thomas Eboracensis; ум. между 1381 и 1399) — английский хронист и богослов из Дарема, монах-доминиканец, один из авторов «Хроники Йоркских архиепископов» (англ. Chronicle of the Archbishops of York).

## Биография

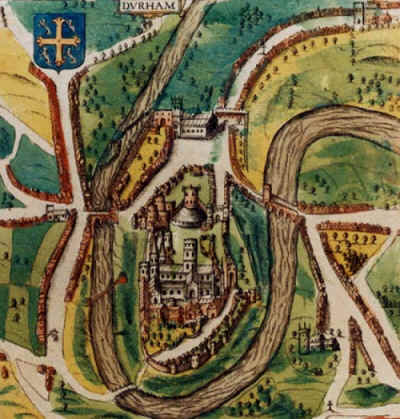
Кафедральный собор и замок Дарема на плане Джона Спида (1610)

Согласно разысканиям известного антиквария и драматурга эпохи Тюдоров Джона Бойла (ум. 1563), Стаббс являлся уроженцем Йоркшира, членом ордена доминиканцев и доктором богословия, не уточняя, в каком из университетов он учился. Возможно, он был выходцем из Нерсборо в Северном Йоркшире, где род Стаббсов известен с XI века.
Известный антикварий и топограф XIX века Джеймс Рейн в своём труде «Историки Йоркской церкви и её архиепископов» утверждал, что его возможно отождествить с францисканцем Томасом де Стуббсом (англ. Thomas de Stoubbes), который 13 января 1344 года рукоположен был в священники в Дареме (Северо-Восточная Англия).
Известно, что в 1381 году Стаббс был доверенным лицом епископа Дарема Томаса Хэтфилда, и вскоре после этого, он, вероятно, умер.

## Сочинения
Некоторые сочинения были приписаны ему историками и антиквариями XVI века, однако новейшие исследования показали, что единственное, что бесспорно возможно ему атрибутировать, это «Хроника Йоркских архиепископов» (лат. Chronica Pontificum Ecclesiae Eboracensis, Chronicon episcoporum Eboracensium), носящая также название «Жизнеописаний архиепископов Йорка от основания до 1373 года» (лат. Vitae Eboraracensium archiepiscoporum ab origine ad anno 1373). В окончательной свой редакции этот латинский труд доведён до правления Томаса Уолси (1519). Ни в одной из его рукописей Стаббс не упоминается, но со времён Дж. Бойла принято считать, что он, как минимум, является автором последней её части, содержащей записи со времён архиепископа Паулина (англ. Paulinus) до архиепископа Торесби (англ. Thoresby).
Изучение в новейшее время одной из рукописей XII века, в которой сообщения хроники заканчиваются на архиепископе Турстане (англ. Thurstan) (Бодлианская библиотека, MS. Digby, 140), показало, что Стаббс лишь продолжил хронику с 1147 года. Из предисловия, сохранившегося в некоторых рукописях, можно понять, что первоначально Стаббс намеревался дополнить её лишь до смерти в 1352 году архиепископа Зуша (англ. Zouche), но впоследствии добавил жизнеописание архиепископа Торесби, скончавшегося в 1373 году.
«Хроника Йоркских епископов» сохранилась, как минимум, в трёх рукописях XV—XVI веков, хранящихся ныне в собраниях Бодлианской библиотеки Оксфордского университета. В 1652 году историк Роджер Твисден включил эту её в свой сборник средневековых английских летописей «Десять писателей истории Англии» (лат. Historiae Anglicanae Scriptores Decem). Научное издание хроники подготовлено было к публикации Джеймсом Рейном и выпущено в 1886 году в Лондоне в серии Rolls Series, во втором томе «Историков Йоркской церкви и ее архиепископов» (англ. Historians of the Church of York and its Archbishops).
Антикварии XVI века Джон Лиланд, Джон Бойл и писатель Джон Питс считали Стаббса автором ряда других латинских сочинений, которые до нас не дошли, в частности, лат. Statutum contra impugnantes ecclesiasticas constitutiones, или лат. Contra statutorum ecclesiæ impugnatores; лат. De Stipendiis prædicatoribus verbi debitis; лат. De perfectione vitæ solitariæ; лат. De arte moriendi; лат. Meditationes quædam pro consolatione contemplativorum; лат. In revelationes Brigidæ; лат. De Misericordia Dei; лат. Super Cantica Canticorum; лат. Sermones de Sanctis; лат. Sermones de tempore; лат. Officium completum cum missa de nomine Jesu; лат. Officium de B. Anna; лат. De pœnis peregrinationis hujus vitæ.